# 哈蒂維爾 (阿肯色州)
哈蒂維爾（英語：Hattieville）是位於美國阿肯色州康韋縣的一個非建制地區。該地的面積和人口皆未知。

## 地理
哈蒂維爾的座標為35°17′15″N 92°47′13″W / 35.28750°N 92.78694°W，而該地的平均海拔高度為102米（即335英尺）。